# Parafia Najświętszej Bogarodzicy Maryi w Poznaniu
Parafia pw. Najświętszej Bogarodzicy Maryi w Poznaniu – parafia rzymskokatolicka znajdująca się w archidiecezji poznańskiej w dekanacie Poznań-Rataje. Erygowana w 1981. Mieści się na Osiedlu Stare Żegrze.

## Terytorium
- Poznań:
  - osiedla: Stare Żegrze, Polan, Oświecenia (nr. 57-112),
  - ulice: Gołężycka (nr 12), Morzyczańska, Piłsudskiego (nr. 96, 98, 106, 108)

## Miejsca kultu
- Kościół pw. Najświętszej Bogarodzicy Maryi w Poznaniu
- Kapliczki przydrożne na Żegrzu i Ratajach w Poznaniu

## Proboszczowie
- 1974-1979 ks. Aleksander Rawecki
- 1979-1984 ks. Alfred Reformat
- 1984-2023 ks. Henryk Szymczak
- 2023-  ks. Dariusz Madejczyk